# Vilmos Sándor holland király
Vilmos Sándor holland király (teljes nevén Willem-Alexander Claus George Ferdinand) (Utrecht, 1967. április 27. –) az Oránia–Nassaui-házból született herceg, uralkodásának kezdetén az Amsberg-ház (Van Oranje-Nassau van Amsberg) megalapítója, Beatrix holland királynő legidősebb gyermeke, 2013. április 30. óta Hollandia királya, e minőségében Curaçao, Sint Maarten, és Aruba királya, Nassau-Oránia és Lippe–Biesterfeld uralkodó hercege.

## Életrajza
Iskoláit Baarnban, Hágában és Walesben végezte, majd a Holland Királyi Tengerészeti Akadémián tanult, később a Leideni Egyetemen történelem szakon szerzett diplomát. A holland királyi hadseregben hadnagyi rangot szerzett.
Élénken érdeklődik a vízügy iránt, tiszteletbeli tagja a Világbizottság a 21. Század Vízellátásáért nevű szervezetnek, védnöke a Globális Vízügyi Partnerségnek, 2006-ban pedig az ENSZ főtitkár víz- és egészségügyi tanácsadó testületének elnökévé választották.
Felesége Máxima Zorreguieta Cerruti argentin származású befektetési tanácsadó, akivel 2002-ben házasodtak össze. Három leányuk van: Katalin-Amália, Alexia és Ariane.
2013. április 30-án édesanyja, Beatrix holland királynő Amszterdamban aláírta azt az okmányt, amellyel lemondott a trónról fia javára, és a trónörökös ezzel Hollandia új uralkodója lett.

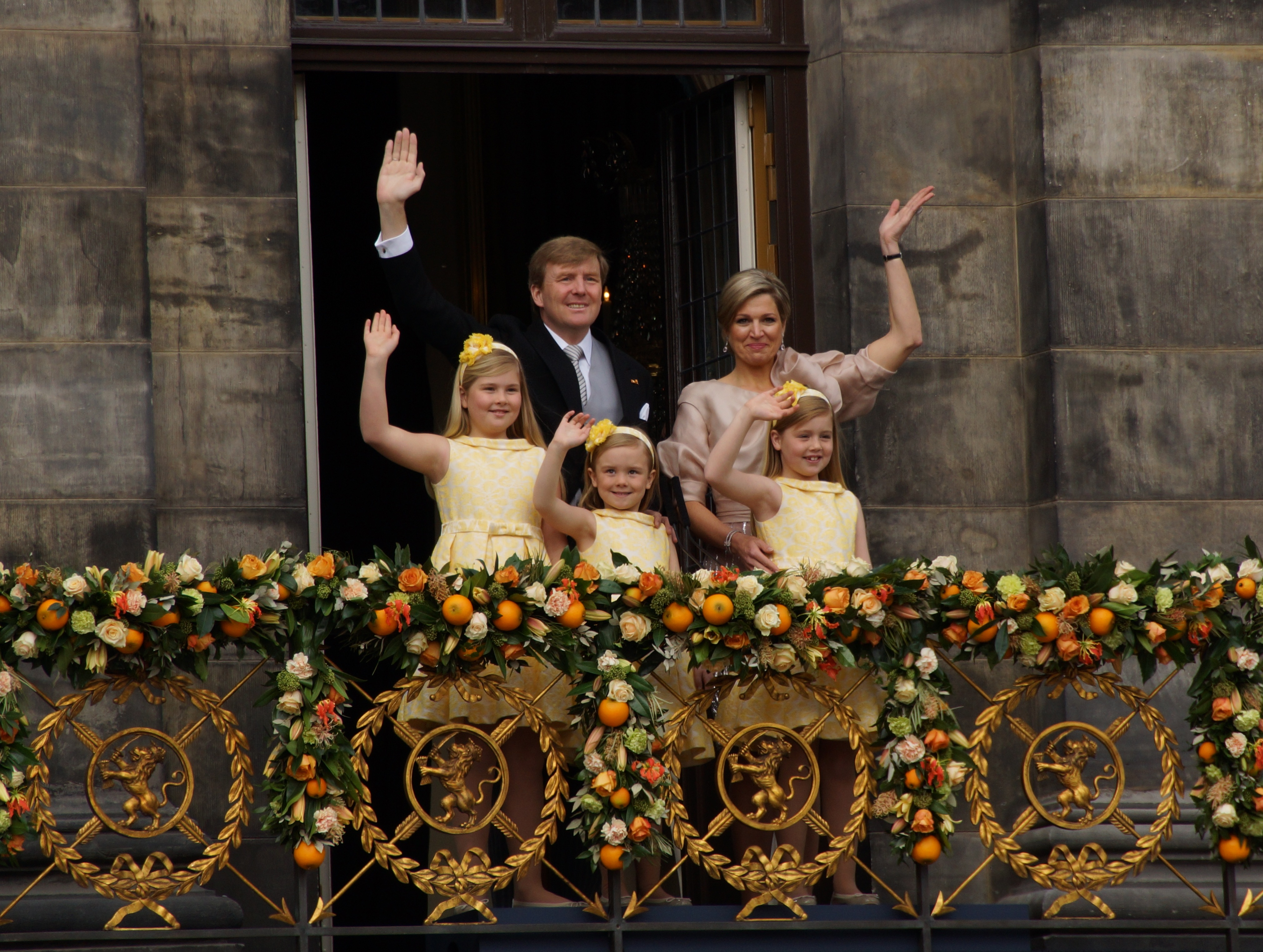
Vilmos Sándor király, Máxima királyné, Katalin-Amália, Alexia és Ariana hercegnők a királyi palota erkélyén (2013)